# Гюстав Тюре
Гюстав Тюре (фр. Gustave Thuret 23 травня 1817 — 10 травня 1875) — французький ботанік.

## Біографія
Гюстав Тюре ародився в Парижі, він належав до старої Гугенотської родини, яка шукала притулку у Веспі  після відкликання Нантського едикту. У 1808 році його батько Ісаак Тюре, купець та банкір, одружився в Лондоні з Генрієттою ван дер Паадеворт, донькою військово-морського офіцера, яка народилася у Демерарі (нині Гвіана), але виховувалась та здобула освіту в Англії. У 1811 році родина переїхала до Парижа, де Ісаак Тюре був призначений голландським консулом. У молодості Гюстав вивчав право та цікавився музикою, і саме від друга по музицде Віллера він у 1837 році вперше познайомився з ботанікою. Він починав як звичайний колекціонер, проте незабаром потрапив під вплив Жозефа Декена та став його учнем. Саме Декен першим спонукав його до альгологічних досліджень, які стали головною справою його життя.
Тюре разом із французьким послом Едуардом Понтуа двічі відвідав Стамбул, і деякий час був аташе французького посольства в Османській імперії. Його дипломатична кар'єра, хоч і була короткою, дала йому цінну можливість вивчити східну флору. Після подорожі Сирією та Єгиптом восени 1841 року він повернувся до Франції.
Відмовившись від наміру вступити на державну службу, він оселився у заміському будинку свого батька у Рентіллі та присвятив себе науковим дослідженням. У 1840 році Тюре опублікував свою першу наукову статтю «Notes sur 1ère anthere de Chara et les animalcules qu'elle renferme», в якій він вперше точно описав органи руху «анімалкул» або сперматозоїдів цих рослин. Він продовжив дослідження зооспор та чоловічих клітин водоростей та інших подібних рослин і зробив внесок у розуміння таких рухливих стадій рослинного світу.
Тюре провів значну частину свого часу, аж до 1857 року, на атлантичному узбережжі Франції, проводячи інтенсивні спостереження за морськими водоростями в їх природному середовищі у різні пори року. Разом зі своїм другом |Жан-Батистом Борне| він став визнаним авторитетом у цій важливій групі рослин. Їхня робота, незважаючи на надзвичайну таксономічну точність, була більш зосереджена на розвитку та способах розмноження досліджуваних рослин. Вони провели велику роботу щодо статевого розмноження морських водоростей.
У 1853 і 1855 роках Тюре опублікував результати дослідження запліднення Fucaceae; складне питання про статеве розмноження червоних водоростей Floridae було вирішено спільною роботою Тюре і Борне у 1867 році. Стиль Тюре у викладенні своїх результатів був визнаний надзвичайно ясним і лаконічним; людина глибокої освіти, він також відзначався тим, що висловлював свої думки з літературною майстерністю. Значна частина його кращих творів залишилася неопублікованою за його життя. Частина матеріалу, накопиченого ним самим і його колегою, була втілена в двох чудових роботах, опублікованих після його смерті: «Algologiques Notes» (1876–1880) та «Études phycologiques» (1878). Ці томи, як і попередні публікації, були проілюстровані точними малюнками художника Альфреда Ріокре, якого найняв Тюре.
У 1857 році Тюре переніс свої дослідження до Антіба (на Середземноморському), де на колись безплідному мисі заснував ботанічний сад, який став відомим у всьому науковому світі. Після його смерті сад (тепер відомий як Botanique Jardin de la Villa Thuret) був переданий у розпорядження ботаніків як інституція для досліджень.
У 1875 році Тюре раптово помер під час візиту до Ніцци.